# Barro Colorado (ö)

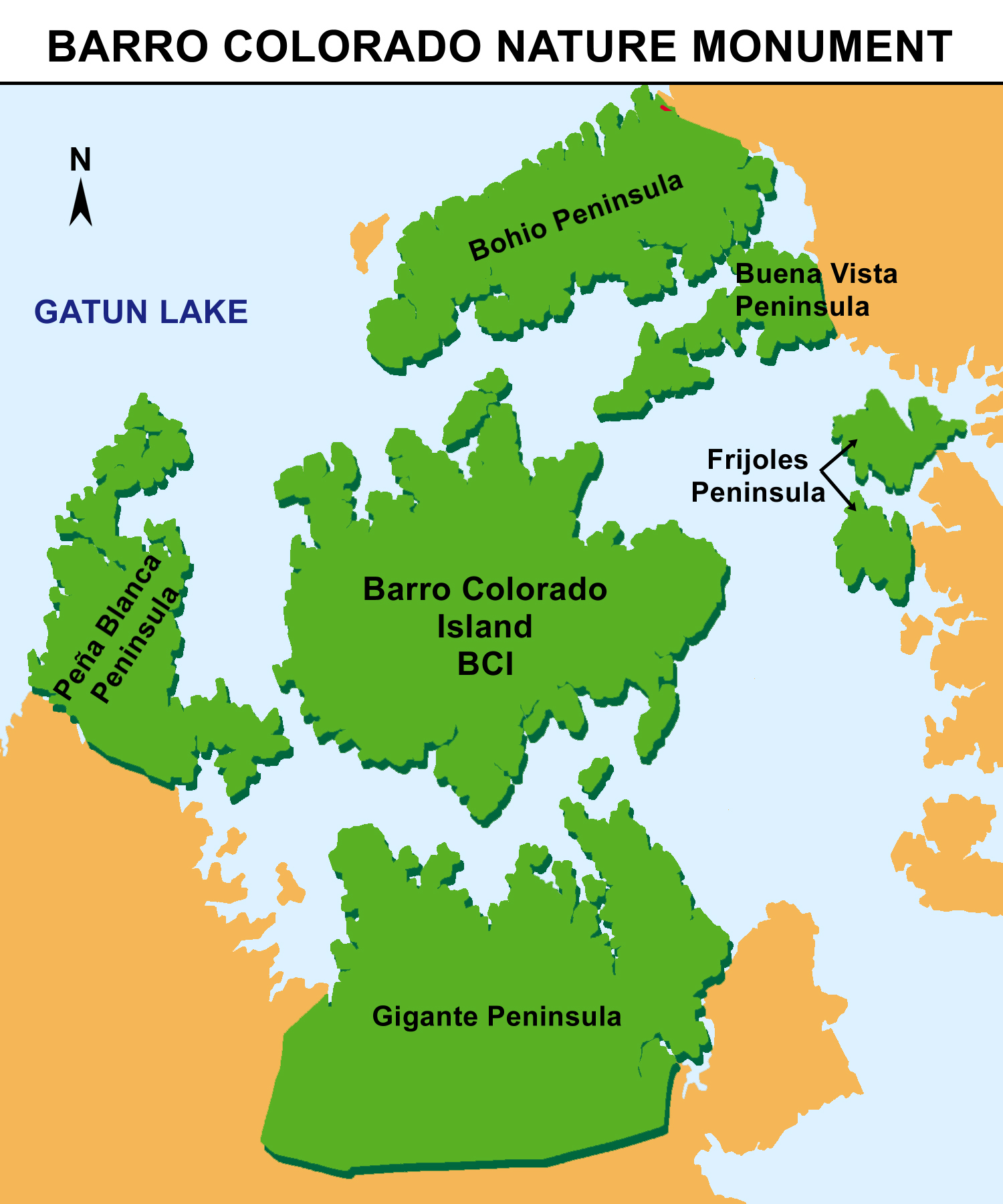
Barro Colorado öns läge i Panamakanalen

Barro Colorado är en konstgjord ö i Gatúnsjön som är en del av Panamakanalen. År 1913 blev Gatun Damen över Chagresfloden klar. Vattenytan steg runt berget West Hill och bildade ön Barro Colorado. Ön och tre närliggande halvöar har en yta på 15 kvadratkilometer och är ett naturreservat där fuktiga tropiska skogar studeras. År 1946 tecknades ett bilateralt avtal med USA. Smithsonian Institution förvaltar hela ön sedan dess och Smithsonian Tropical Research Institute (STRI) bedriver forskning. 200 människor bor på ön och cirka 200 internationella forskare arbetar årligen vid forskningsstation.

## Geografi
Namnet Barro Colorado kommer från spanska, betyder färgad lera och beskriver således den jordfärg och jordtyp, som finns i stora delar av ön. Öns högsta punkt är 165 m över havet och 140 m över Gatúnsjön.

## Klimat
Klimatet är, med undantag av bergsområden, tropiskt; hett och fuktigt med obetydliga temperaturskillnader över året. Regntiden är lång och varar från maj till november, med topp I oktober. Resten av året (december till april) är torrt. Temperaturen varierar mellan 21 ° C och 32 ° C under året och luftfuktigheten varierade mellan 88% (juni, juli, augusti) och 77% (januari, februari, mars).

## Natur
Barro Colorado består av urskog till 50 procent med en ålder av mellan 200 och 400 år. Den andra hälften, mot Panamakanalen är omkring 100 år. Denna del avverkades för och jordbruk innan Gatúnsjön bildades.

### Flora och fauna (urval)
- Balsa (Ochroma pyramidale]
- Oenocarpus (Oenocarpus panamanus)
- Kvassia (Quassia amara)

Flera däggdjur arter finns i Barro Colorado, såsom Tapir, Puma och Kapuciner.

## Galleri

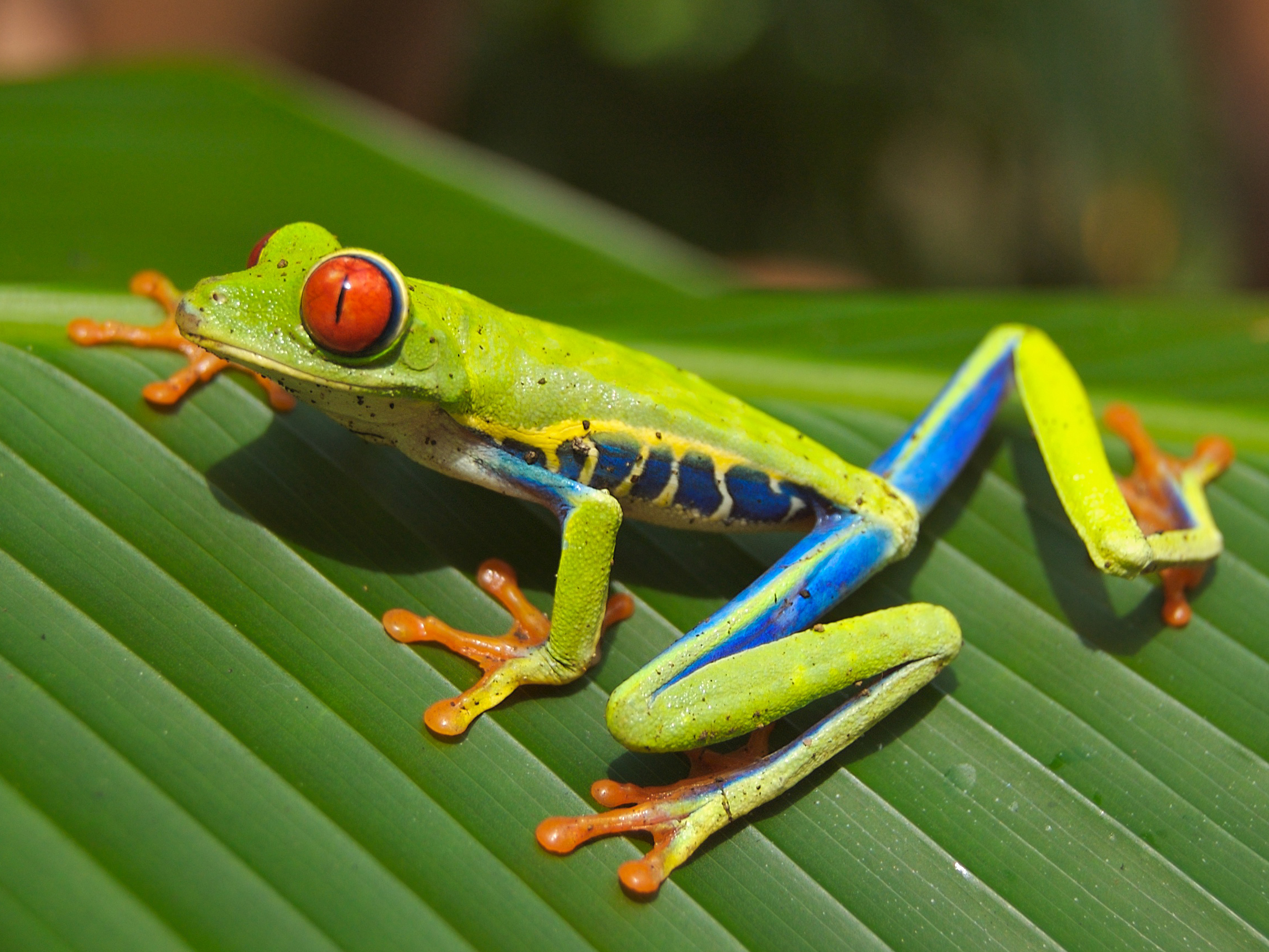
Rödögd bladgroda
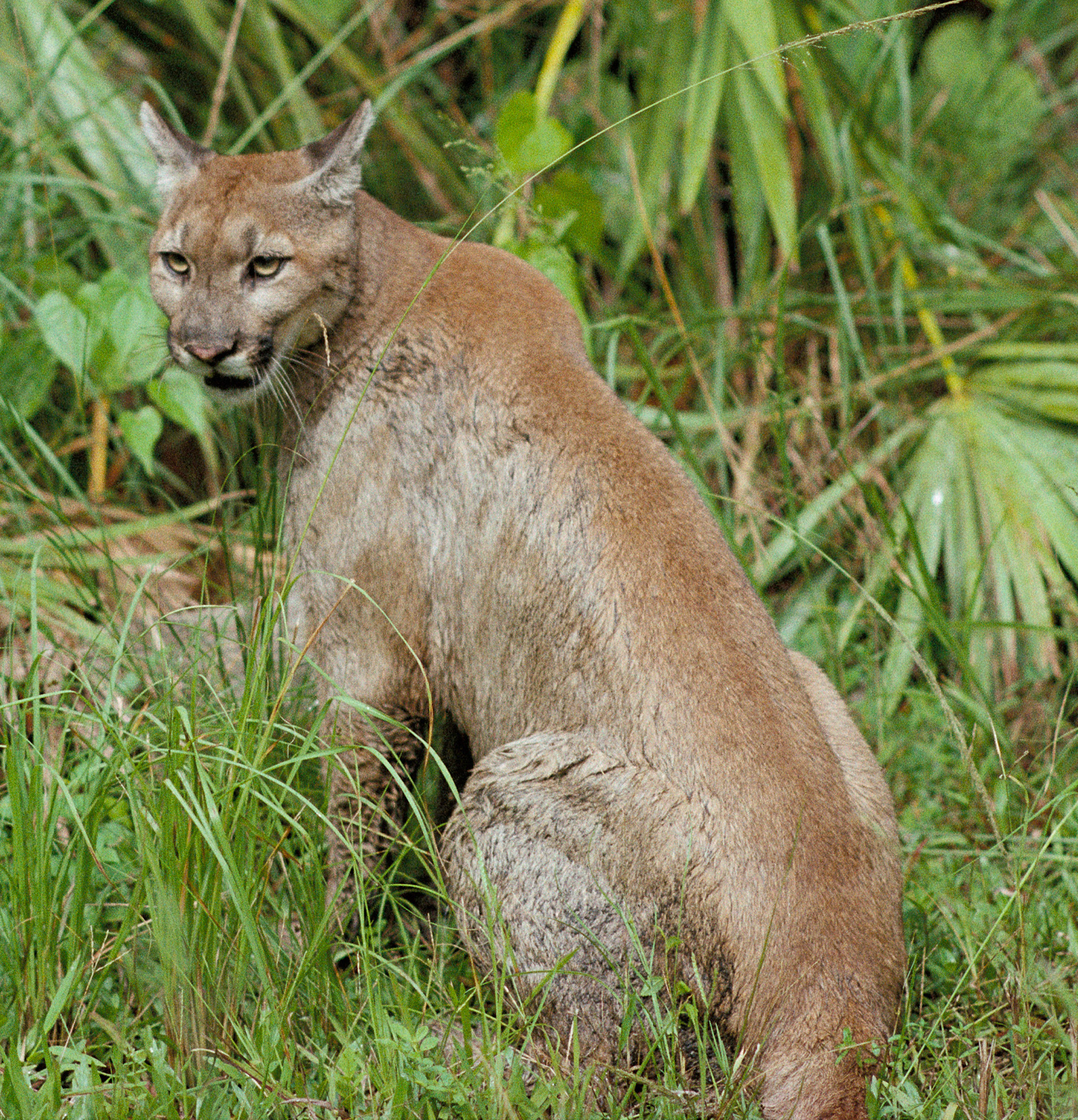
Puma
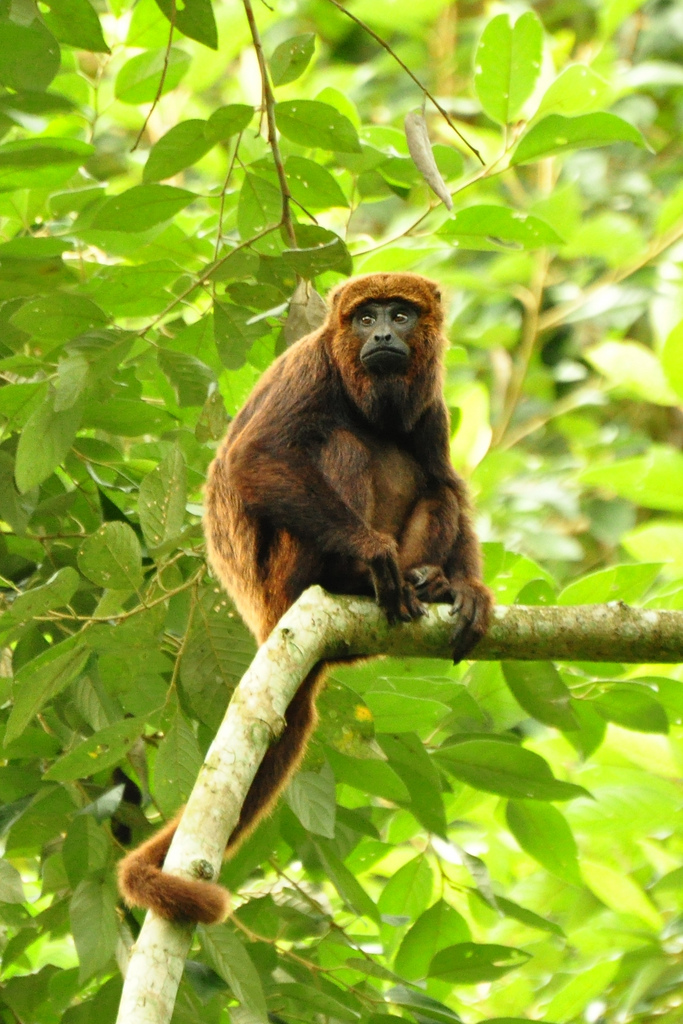
Vrålapa
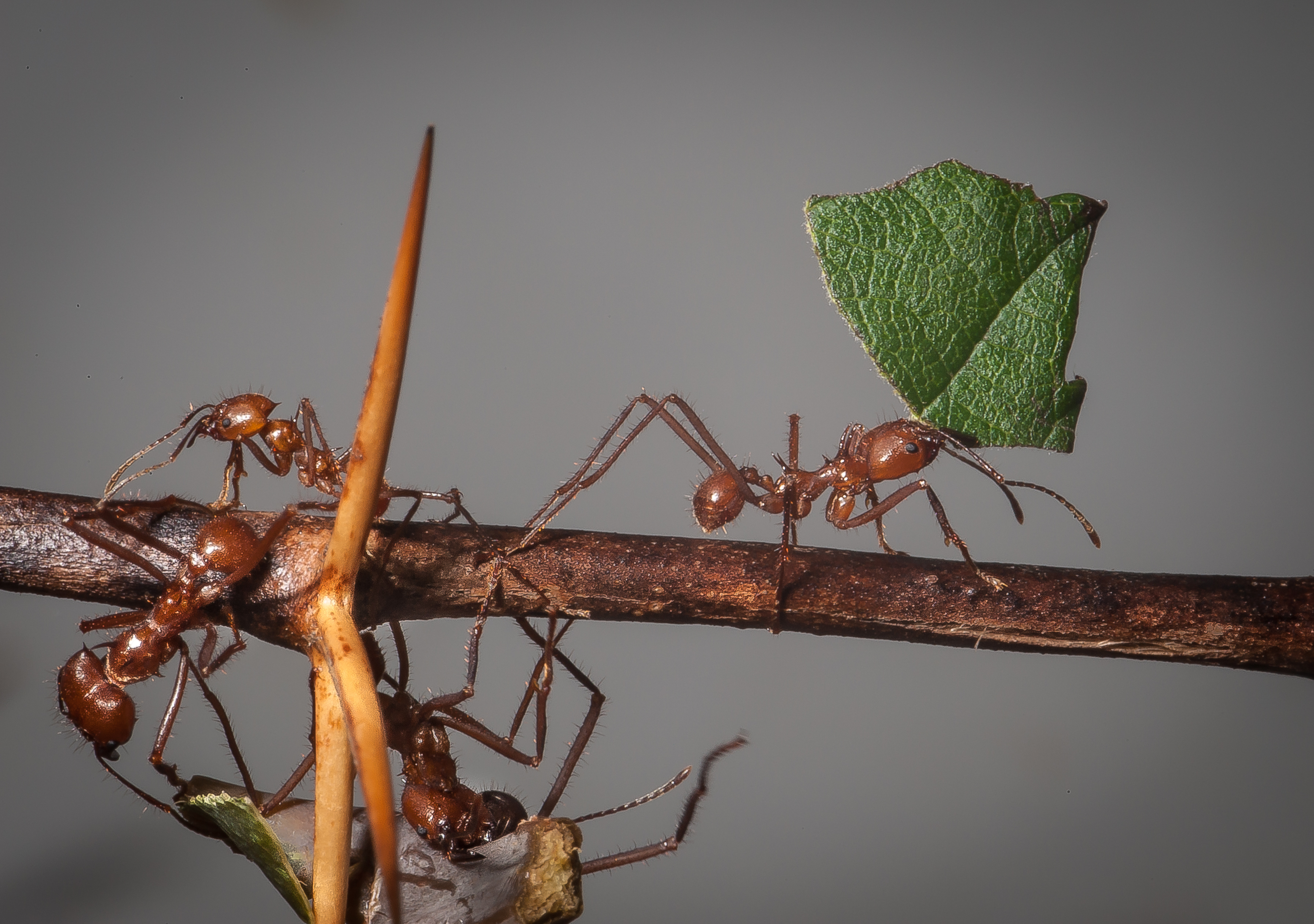
Bladskärarmyror